# Neeltje Koek
Neeltje Koek was een welgestelde weduwe, die in de laatste helft van de zeventiende en de eerste helft van de achttiende eeuw in Batavia leefde en met haar schoonzus extra inkomsten verwierf door het smokkelen van onder andere thee en opium.

## Leven en werk
Koek was rijk geworden door haar huwelijk met de vermogende Jan Lambertsz Radder, de voorzitter van het College van Schepenen in Batavia. Na zijn dood in 1690 erfde zij een deel van zijn fortuin. In 1703 trouwde Koek te Batavia met Meijnardt de Roij, in dienst van de Verenigde Oostindische Compagnie (VOC) als 'gecommitteerde tot en over de zaken van de inlander'.
Koek had samen met haar schoonzus Helena Kakelaar, die getrouwd was geweest met een broer van de eerste man van Koek, een lucratieve handel in opium in Batavia. Daarnaast smokkelde ze goederen naar Amsterdam met behulp van zeelieden en een medeplichtige in het Oost-Indisch Huis aldaar. Haar echtgenoot De Roy stond haar activiteiten oogluikend toe. Na zijn overlijden in 1707 zetten de beide weduwen Koek en Kakelaar hun activiteiten voort. Zij boden hun klanten tevens  een onderkomen aan waar opium gebruikt kon worden. In 1725 vielen wetshandhavers van landdrost Godefridus Boogaart de opiumkit binnen en troffen onder andere 75 kisten opium aan met een waarde van 23.600 rijksdaalders. Koek en haar partner Kakelaar werden opgepakt. Ondanks haar hoge status werd Koek levenslang verbannen van Batavia. De aan lepra lijdende Kakelaar werd naar een lepra-kolonie verbannen. Boogaart ontving in 1725 de helft van de waarde van de opium als beloning voor de verrichte diensten. Koeks straf is later omgezet in een boete van achtduizend rijksdaalders. Hiermee gingen de laatste restjes van haar kapitaal verloren. Koek stierf enkele jaren later arm en berooid.